# Mối nguy môi trường

Biểu tượng quốc tế về hiểm họa môi trường.

Mối nguy môi trường là một chất, một trạng thái hoặc một sự kiện có khả năng đe dọa đến môi trường tự nhiên xung quanh hoặc ảnh hưởng xấu đến sức khỏe của con người, bao gồm cả và các thảm họa thiên nhiên như động đất và bão.
Bất kỳ tác nhân hóa học, sinh học hoặc vật lý độc hại đơn lẻ hoặc kết hợp trong môi trường, do các hoạt động của con người hoặc các quá trình của tự nhiên, có thể ảnh hưởng đến sức khỏe của đối tượng tiếp xúc, gồm các chất ô nhiễm như kim loại nặng, thuốc trừ sâu, chất gây ô nhiễm sinh học, chất thải độc hại, chất thải công nghiệp và hóa chất gia dụng.
Những mối nguy hiểm do con người tạo ra tuy không đe dọa sức khỏe ngay lập tức nhưng cuối cùng có thể gây bất lợi cho sức khỏe của con người, vì sự suy thoái của môi trường có thể tạo ra những tác động tiêu cực thứ cấp, không mong muốn đối với sinh quyển con người. Những tác động của ô nhiễm nước có thể không thấy ngay vì hệ thống nước thải giúp thoát các chất độc hại. Tuy nhiên, nếu những chất đó trở nên khó phân hủy (ví dụ như chất ô nhiễm hữu cơ khó phân hủy), theo nghĩa đen, chúng sẽ được cung cấp trở lại cho người sản xuất thông qua chuỗi thức ăn: sinh vật phù du -> cá ăn được -> con người. Về mặt đó, một số lượng đáng kể các mối nguy môi trường được liệt kê dưới đây là các mối nguy do con người (do con người gây ra).
Các mối nguy có thể được phân loại theo bốn loại:
1. Hóa chất
2. Vật lý (cơ học, v.v.)
3. Sinh học
4. Tâm lý xã hội.

## Hóa chất
Mối nguy hóa học được định nghĩa trong Hệ thống hài hòa toàn cầu về phân loại và ghi nhãn hóa chất và trong các quy định về hóa chất của Liên minh Châu Âu. Chúng được tạo ra bởi các chất hóa học gây ra những thiệt hại đáng kể cho môi trường. Nhãn được đặc biệt áp dụng cho các chất có độc tính thủy sản. Một ví dụ là oxit kẽm, một chất màu sơn phổ biến, cực kỳ độc hại đối với đời sống thủy sinh.
Độc tính hoặc các mối nguy hiểm khác không bao hàm mối nguy hiểm đối với môi trường, bởi vì bị phân hủy bằng ánh sáng mặt trời (quang phân), nước (thủy phân), hoặc sinh vật (phân hủy sinh học) trung hòa nhiều chất phản ứng hoặc chất độc. Sự kiên trì hướng tới các cơ chế đào thải này kết hợp với độc tính tạo cho chất này khả năng gây hại lâu dài. Ngoài ra, việc không có độc tính ngay lập tức đối với con người không có nghĩa là chất này không nguy hại đến môi trường. Ví dụ, sự cố tràn các chất như sữa có kích thước bằng xe bồn có thể gây ra nhiều thiệt hại cho các hệ sinh thái thủy sinh: nhu cầu oxy sinh học tăng thêm gây ra hiện tượng phú dưỡng nhanh chóng, dẫn đến tình trạng thiếu khí.

Tất cả các mối nguy được liệt kê vào loại này chủ yếu là do con người gây ra mặc dù có một số chất gây ung thư tự nhiên và các nguyên tố hóa học như khí trơ Radon và chì có thể tồn tại ở nồng độ nguy hiểm cho sức khỏe trong môi trường tự nhiên: 
- Bệnh than
- Kháng sinh tác nhân ở động vật mà con người tiêu thụ
- Asen - Chất gây ô nhiễm nguồn nước ngọt
- Vật liệu chống cháy - có khả năng gây ung thư
- Hợp chất DDT
- Chất gây ung thư
- Nhóm chất dioxin
- Chất rối loạn nội tiết
- Vật liệu nổ
- Thuốc diệt nấm
- Các hợp chất Furan
- Hợp chất hóa học nguồn gốc ankan có chứa halogen
- Kim loại nặng
- Thuốc diệt cỏ
- Hormone có trong động vật mà con người tiêu thụ
- Chì trong sơn
- Rác thải biển
- Thủy ngân
- Đột biến
- Thuốc trừ sâu
- Các hợp chất thơm độc hại
- Radon và các nguồn phóng xạ tự nhiên khác
- Ô nhiễm đất
- Khói thuốc
- Chất thải độc hại

## Vật lý
Mối nguy vật lý là một loại rủi ro nghề nghiệp liên quan đến các rủi ro về môi trường có thể gây hại khi tiếp xúc hoặc không tiếp xúc. Có nhiều loại nguy cơ vật lý. Một số được liệt kê: - 
- Các tia vũ trụ
- Hạn hán
- Động đất
- Điện trường
- Chất thải điện tử
- Lũ lụt
- Sương mù
- Ô nhiễm ánh sáng
- Ánh sáng
- Tia chớp
- Ô nhiễm tiếng ốn
- Cát lún
- Tia cực tím
- Dao động
- Tia X

## Sinh học
Mối nguy sinh học, còn được gọi là biohazards, đề cập đến các chất sinh học có nguy cơ đe dọa sức khỏe của các sinh vật sống, chủ yếu là con người. Mối nguy sinh học có thể bao gồm chất thải y tế hoặc các mẫu vi sinh vật, vi rút hoặc độc tố (từ nguồn sinh học) có thể ảnh hưởng đến sức khỏe con người. 
- Dị ứng
- Vi rút truyền qua muỗi, bọ ve hoặc động vật chân đốt
- Dịch cúm gia cầm
- Bệnh não xốp ở bò (BSE)
- Bênh tả
- Ebola
- Các loại bệnh dịch
- Ngộ độc thức ăn
- Bênh sốt rét
- Mốc
- Bệnh ung thư phổi
- Các loại bệnh truyền nhiễm
- Các mầm bệnh
- Dị ứng phấn hoa
- Bệnh dại
- Hội chứng hô hấp cấp tính nghiêm trọng (SARS)
- Hội chứng bệnh văn phòng

## Mối nguy tâm lý xã hội
Các mối nguy tâm lý xã hội bao gồm nhưng không giới hạn ở căng thẳng, bạo lực và các yếu tố gây căng thẳng tại nơi làm việc. Công việc nói chung có lợi cho sức khỏe tinh thần và phúc lợi cá nhân. Nó cung cấp cho cho con người mục đích và ý nghĩa về bản sắc.